# Палладій (Камінський)
Палладій (в миру Георгій Михайлович Камінський, 20 серпня 1896, село Федорівка, Херсонська губернія, Російська імперія — 6 червня 1978, Одеса, Україна) — єпископ Українського екзархату Московської патріархії з титулом «Волинський і Рівненський», «Львівський і Тернопільський» та  «Житомирський і Овруцький». На кафедру зведений за погодженням з окупаційними органами влади СССР. На житомирській кафедрі його замінив Іоан Боднарчук, майбутній засновник УАПЦ Третьої формації.

## Життєпис
Народився в сім'ї священника. У 1917 закінчив Одеську духовну семінарію.
17 червня 1920 висвячений у сан диякона, 20 червня — в сан священника.
До 1935 служив у різних парафіях Херсонської і Одеської єпархії (останнє місце служіння, з 1930 — настоятель Нікольського храму в Миколаєві).
З 1935 по 1939 працював слюсарем, з 1939–1944 — бухгалтером в цивільних установах Миколаївської області.
З 1944 знову на церковній службі — настоятель храму «Всіх скорботних радості» Одеси.
12 квітня 1946 єпископом Херсонським і Одеським Сергієм в Архангело-Михайлівському монастирі Одеси пострижений в чернецтво.
19 січня 1947 ієромонах Паладій зведений в сан архімандрита.
29 березня 1947 в залі засідань Священного Синоду скоєне наречення архімандрита Палладія єпископом Полтавським і Кременчуцьким.
30 березня 1947 в Московському Богоявленському кафедральному соборі хіротонізований на єпископа Полтавського і Кременчуцького. Хіротонію здійснювали: Патріарх Московський і всієї Русі Алексій I, архієпископ Астраханський і Волгоградський Філіп Ставицький і архієпископ Чкаловський і Бузулуцький Мануїл Лемешевський.
З 15 листопада 1952 — єпископ Волинський і Рівненський.
У 1954 з групою архієреїв відряджений в Румунію.
З 23 липня 1956 — архієпископ Львівський і Тернопільський.
З 31 травня 1960 — архієпископ Оренбурзький і Бузулуцький. На цій посаді проявив себе як людина, що покірно виконує приписи атеїстичної влади. В цей час в СССР йшла хрущовська антирелігійна кампанія. Уповноважений Ради у справах Російської православної церкви П. А. Вдовін писав про Палладія:

«З перших же днів управління, [він] справляє більш сприятливе враження, ніж його попередник єпископ Михайло. Прислухається до рекомендацій і, у всякому разі, не заважає здійснювати необхідні заходи. Він за прогрес в релігії. „Віра, — каже він, — зараз гнучко пристосовується до обстановки і не заперечує досягнення науки і техніки“ … Каже, що в 1935 році він самоліквідувався, але в 1944 році його призвали і сказали, що потрібно служити заради інтересів Батьківщини. Ось він і став служити. Постійно говорить, що він інтелігентна людина, позитивно поставився до питання про закриття свічкової майстерні.
Людина він дуже обережна, не діє „в лоб“, як це робив єпископ Михайло. Архієпископ Палладій не старається розширити церковну мережу і збільшити кадри духовенства, не помічається у нього прагнення до зміцнення церков, і навіть видав розпорядження про скорочення кількості хористів у хорах. В одній розмові я порушив питання про закриття молитовного будинку в райцентрі Ілек, він не заперечував»

Палладій Дійсно безуспішно клопотав перед Московською патріархією в 1961 про закриття Оренбурзької свічкової майстерні, яка постачала свічками не тільки Оренбурзьку, а й інші єпархії.
Взагалі архієрей виявляв пасивність, яка дуже подобалася совєцькій владі. Так, уповноважений П. А. Вдовін в 1962 зазначав, що Палладій «будь-якої активності не проявляє, крім собору Оренбурга в жодній церкві області не був з початку свого перебування».
З 14 травня 1963 — архієпископ Рязанський і Касімовський.
З 5 лютого 1965 — архієпископ Воронезький і Липецький.
З 3 лютого 1968 — архієпископ Житомирський і Овруцький.
6 жовтня 1977 пішов на спокій за станом здоров'я. Проживав у Свято-Успенському монастирі Одеси.
Помер 6 червня 1978 після важкої хвороби.